# Rúben Neves
Rúben Diogo da Silva Neves (* 13. März 1997 in Mozelos) ist ein portugiesischer Fußballspieler. Er steht in Saudi-Arabien bei al-Hilal unter Vertrag und ist A-Nationalspieler.

## Karriere

### Verein
Ab dem Alter von acht Jahren wurde Neves in der Nachwuchsakademie des FC Porto ausgebildet, zum Ende hin verlieh ihn der Verein für ein Jahr an den Padroense FC aus dem Nachbarort Senhora da Hora. Zur Saison 2014/15 rückte der Mittelfeldspieler in den Profikader auf und kam gleich am 1. Ligaspieltag beim 2:0 gegen Marítimo Funchal zu seinem Debüt im Herrenbereich. Es folgten 36 weitere Saisonspiele in nationalen Pokalwettbewerben sowie im Europacup, in denen er je ein Tor erzielte und vorbereitete. In der Champions League kam Neves mit Porto bis ins Viertelfinale, in der heimischen Liga wurde man mit drei Punkten Rückstand auf Benfica Vizemeister. Am 20. Oktober 2015 bestritt er im Alter von 18 Jahren und 221 Tagen das Champions-League-Gruppenspiel gegen Maccabi Tel Aviv als bis dahin jüngster Mannschaftskapitän in der Geschichte des Wettbewerbs. Damit löste er den bisherigen Rekordhalter Rafael van der Vaart ab. Während der Mittelfeldspieler auch in der Folgesaison regelmäßig eingesetzt wurde und die Mannschaft zeitweise als stellvertretender Kapitän anführte, reichte es zwischen Sommer 2015 und Frühjahr 2016 nur noch für lediglich 18 Spiele.
Für eine Ablösesumme, die bei rund 18 Millionen Euro gelegen haben soll, wechselte der Portugiese zur Spielzeit 2017/18 in die zweitklassige englische Championship zu den Wolverhampton Wanderers. Der Klub verpflichtete parallel seinen Landsmann Nuno Espírito Santo als neuen Cheftrainer. Hier wurde er auf Anhieb zum Stammspieler, erzielte sechs Tore und verpasste in seinem ersten Jahr lediglich vier Ligaspiele aufgrund von Sperren. Als Meister stieg Neves mit den Wolves in die Premier League auf. Auch in der höchsten englischen Spielklasse behauptete er seinen Platz im defensiven Mittelfeld und gelang mit dem Verein bis ins Halbfinale um den FA Cup, während in der Liga der siebte Platz erreicht wurde. In der Folge gewann Neves mit dem Team alle Qualifikationsspiele, wodurch der Einzug in die Gruppenphase der Europa League realisiert wurde.

### Nationalmannschaft
Neves war für fünf portugiesische Nachwuchsnationalmannschaften aktiv. Er nahm mit der U17 als Kapitän an der EM 2014 teil, bei der man gegen den späteren Sieger England ausschied. Im November 2015 wurde der Mittelfeldspieler von Nationaltrainer Fernando Santos in einem Freundschaftsspiel gegen Russland erstmals in der A-Auswahl eingesetzt. Gegen die Niederlande konnte sich Neves mit Portugal im Juni 2019 im Endspiel der UEFA Nations League durchsetzen. Bei der Europameisterschaft 2021 stand er im portugiesischen Kader, kam jedoch nur zu einem Einsatz als Einwechselspieler.

## Erfolge
Portugal
- UEFA-Nations-League-Sieger (2): 2019, 2025

Wolverhampton Wanderers
- Englischer Zweitligameister und Aufstieg in die Premier League: 2018